# Austrolopa victoriensis
Austrolopa victoriensis är en insektsart som beskrevs av Evans 1939. Austrolopa victoriensis ingår i släktet Austrolopa och familjen dvärgstritar. Inga underarter finns listade i Catalogue of Life.